# Hiriyanfushi (Thaa)
Pour les articles homonymes, voir Hiriyanfushi.
Hiriyanfushi est une petite île inhabitée des Maldives. L'île a formellement disparu, ayant été reliée à l'île voisine de Thimarafushi pour la construction de la piste d'atterrissage de son aéroport (en), inauguré en 2013.

## Géographie
Hiriyanfushi est située dans le centre des Maldives, au Sud de l'atoll Kolhumadulu, dans la subdivision de Thaa. 